# Suprunowce
Suprunowce, Suprunowicze (biał. Супрунавічы, Suprunawiczy; ros. Супруновичи, Suprunowiczi) – wieś na Białorusi, w obwodzie mińskim, w rejonie nieświeskim, w sielsowiecie Snów.

## Historia
W dwudziestoleciu międzywojennym leżały w Polsce, w województwie nowogródzkim, w powiecie nieświeskim, w gminie Snów. W 1921 miejscowość liczyła 284 mieszkańców, zamieszkałych w 53 budynkach, wyłącznie Białorusinów. 283 mieszkańców było wyznania prawosławnego i 1 rzymskokatolickiego.
Po II wojnie światowej w granicach Związku Sowieckiego. Od 1991 w niepodległej Białorusi.